# Acétate d'isopropyle
L'acétate d'isopropyle est un solvant organique de formule brute C5H10O2 contenant un groupe ester.

## Production et synthèse
Par l'estérification directe du propan-2-ol avec l'acide acétique en présence d'un catalyseur tel que l'acide sulfurique, le sulfate de diéthyle, l'acide chlorosulfonique ou du trifluorure de bore.